# Naevipenna cruttwelli
Naevipenna cruttwelli is een vlinder uit de familie van de zakjesdragers (Psychidae). De wetenschappelijke naam van de soort is voor het eerst geldig gepubliceerd in 1975 door Davis.